# Ricardo Samuel Tapia
Ricardo Samuel Tapia (* 9. März 1981) ist ein mexikanischer Radrennfahrer.
Tapia wurde 2003 mexikanischer Meister im Straßenrennen der U23-Klasse. Außerdem konnte er eine Etappe bei der Vuelta a Sinaloa gewinnen. In der Saison 2005 wurde er Dritter bei der mexikanischen Meisterschaft im Straßenrennen. Im nächsten Jahr gewann er die vierte Etappe der Vuelta a Mazatlan. Seit Oktober 2008 fährt Tapia für das mexikanische Continental Team Tecos de la Universidad Autónoma de Guadalajara.

## Erfolge
2003
- Mexikanischer Meister – Straßenrennen (U23)

## Teams
- 2008 Tecos de la Universidad Autónoma de Guadalajara (ab 01.10.)